# 田久保正之
田久保 正之（たくぼ まさゆき、1935年12月15日 - ）は日本映画のプロデューサー。佐賀県出身。

## 経歴
1957年に早稲田大学法学部を中退し、1961年に東宝撮影所製作部に入社。1971年に東宝映画に出向、製作課長となる。1980年に企画室長。1988年に東宝企画の製作部長を経て、1992年に退職。

## 代表作
- 1981年2月11日　-　「帰ってきた若大将」
- 1983年7月2日　-　「プルメリアの伝説 天国のキッス」
- 1984年8月11日　-　「零戦燃ゆ」